# 이완섭
이완섭(李完燮, 1957년 1월 15일~)은 대한민국의 정치인이다. 제14·15·17대 충청남도 서산시장(민선 5·6·8기)이다. 1981년 7급 공채로 공직에 입문하여 행정안전부 경제조직과장, 지식제도과장, 지방성과관리과장, 상훈담당관 서산시 부시장을 역임했다.

## 학력
- 언암초등학교(1971)
- 해미중학교(1974) 졸업
- 1974~1977 공주고등학교 졸업
- 1982~1987 한국방송통신대학교 행정학 학사
- 1992~1994 연세대학교 행정대학원 행정학 석사
- 2008~2011 숭실대학교 대학원 IT정책경영학 박사

## 경력
- 1982. 4～  7급 공채‧철도청‧총무처
- 2002.9~2004.3 행정안전부 총무과 인사,인력관리 담당
- 2004.4~2004.12 국가전문행정연수원 교육2과 과장
- 2005.1~2005.3 자치인력개발원 교육2과 과장
- 2005.3~2007.1 행정안전부 제도혁신팀 팀장
- 2007.1~2007.12 행정안전부 조직관리팀 팀장
- 2007.12~2008.3 행정안전부 경제조직과 팀장
- 2008.3~2008.5 행정안전부 경제조직과 과장
- 2008.5~2009.1 행정안전부 지식제도과 과장
- 2009.1~2009.7 행정안전부 지방성과관리과 과장
- 2009.7~2011.1 충청남도 서산시 부시장
- 2011.2~2011.9 행정안전부 상훈담당관
- 2011.10~2018.6: 민선 5,6기 제8‧9대 서산시장
- 2022.07~: 민선 8기 제11대 충청남도 서산시장(3선)
- 2022.07~: 충남시장·군수협의회 부회장

## 상훈
- 2002.11.27. 근정포장(대통령)
- 2012.09.06. 지역농업발전선도인像(농협중앙회)
- 2012.12.21. 도전한국인상(리더십부문, 도전한국인운동본부)
- 2013.06.28. 행정대상(전국지역신문협회)
- 2014.02.18. 도전한국인상(행정혁신부문, 도전한국인운동본부)
- 2014.10.01. 매니페스토 약속대상 최우수상(한국매니페스토 실천본부)
- 2014.11.10. 제49회 전국여성대회 우수단체장(한국여성단체협의회)
- 2014.12.23. 2014 올해의 지방자치CEO(한국공공자치연구원)
- 2015.04.03. 2015 대한민국창조경제대상(자치경영부문, 대한상의)
- 2015.05.11. 2015 유권자 대상(유권자시민행동)
- 2015.06.23. 2015 한국의 미래를 빛낼 CEO(지속가능부문, 월간조선)
- 2015.06.30. 2015 대한민국 SNS 산업대상 최우수상(리더십부문, SNS산업진흥원)
- 2016.02.02. 2016 대한민국 문화예술스타대상(JMJ엔터,새평화누리연합회)
- 2016.06.01. 2016 대한민국 소비자 대상(한국소비자협회)
- 2016.06.22. 2016 대한민국 미래경영대상(지방자치부문, 한국소비자경영평가원)
- 2016.06.29. 2016 제13회 지역신문의 날 CEO 대상((사)전국지역신문협회)
- 2016.06.30. 2016 한국의 미래를 빛낼 CEO(브랜드경영 분야, 미래창조과학부/산업통상자원부)
- 2016.08.19. 제21회 한국지방자치경영대상 최고경영자상(개인부문, 한국공공자치연구원)
- 2016.09.02. 2016 창조경영인 대상((사)한국창조경영인협회)
- 2016.11.11. 2016 도전 지방자치단체장 대상(교육리더십 부문, 도전한국인운동본부)
- 2017.03.31. 2017 대한민국 소비자대상(소비자행정부문 대상, 대한민국소비자대상위원회)
- 2017.05.12. 2017 대한민국 글로벌리더 대상(글로벌문화관광부문 대상, 매경미디어그룹)
- 2017.11. 8. 2017 대한민국 자치발전 대상((사)한국지방자치연구원)

## 저서
- 긍정의 힘 <공저> - 도서출판 행복에너지, 2014.08.08.
- 긍정이 멘토다 <공저> - 도서출판 행복에너지, 2014.02.01.
- 해뜨는 서산 - 도서출판 행복에너지, 2014.01.11.
- 해뜨고 꽃피는 서산 - 도서출판 행복에너지, 2018.3.3

## 역대 선거 결과
|  | 28.15% |

|  | 70.38% |

|  | 35.53% |

|  | 56.50% |